# Gastão Vidigal (ort)
Gastão Vidigal är en ort i Brasilien.   Den ligger i kommunen Gastão Vidigal och delstaten São Paulo, i den södra delen av landet, 600 km söder om huvudstaden Brasília. Gastão Vidigal ligger 403 meter över havet och antalet invånare är 4 193.
Terrängen runt Gastão Vidigal är platt. Närmaste större samhälle är Nhandeara, 19,4 km nordost om Gastão Vidigal.
Omgivningarna runt Gastão Vidigal är huvudsakligen savann. Runt Gastão Vidigal är det glesbefolkat, med 18 invånare per kvadratkilometer.